# Chã das Caldeiras
La Chã das Caldeiras, parfois abrégée en Chã, est une caldeira du Cap-Vert située sur l'île de Fogo. D'un diamètre de neuf kilomètres et ouverte vers l'est, elle est ceinturée à l'ouest par la bordeira, un rempart montagneux qui culmine à 2 700 mètres,. Elle a été créée par une éruption du Monte Armarelo, un ancien cône volcanique effondré, qui a été remplacé par le Pico do Fogo.

## Géographie

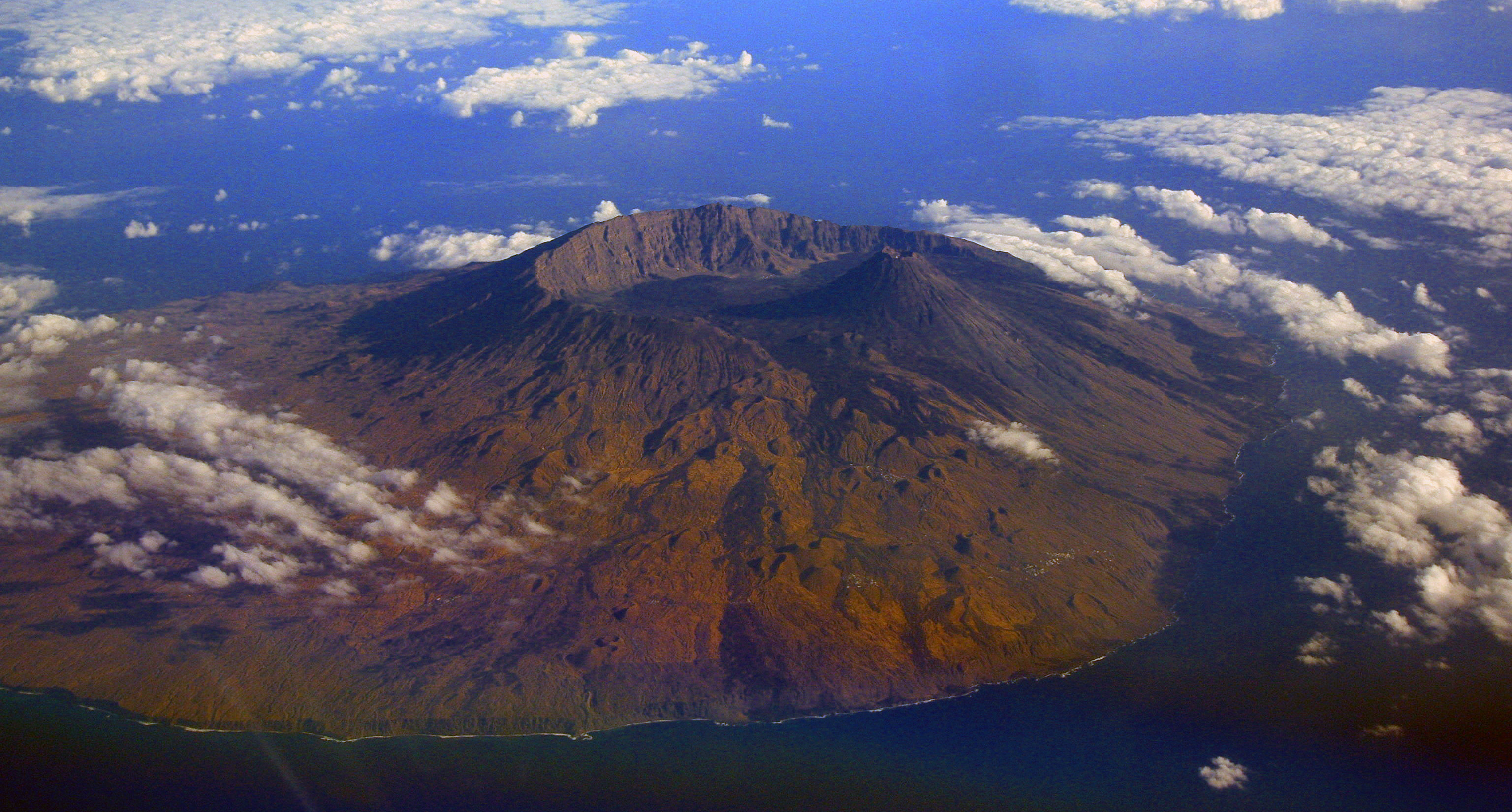
Vue aérienne de Fogo avec le Pico do Fogo à l'intérieur de la caldeira de Chã das Caldeiras.

La Chã das Caldeiras est située dans le Sud-Ouest du Cap-Vert et occupe le Nord-Est de l'île de Fogo. Elle est partagée entre les municipalités de Mosteiros au nord-est, de Santa Catarina do Fogo au sud-est de São Filipe à l'ouest. D'un diamètre de neuf kilomètres, la caldeira est cernée par un rempart montagneux au sud, à l'ouest et au nord qui culmine à environ 2 700 mètres d'altitude : la bordeira. À l'est, le rebord est absent et la caldeira est ouverte sur l'océan Atlantique. Dans la caldeira s'élève un stratovolcan, le Pico do Fogo, qui culmine à 2 829 mètres d'altitude et qui constitue la partie active du volcan depuis la formation de la Chã das Caldeiras.
Avant l'éruption du 23 novembre 2014, un millier de personnes vivaient de manière permanente à l'intérieur de la caldeira, dans les hameaux de Bangaeira, Portela et Dje de Lorna, qui font partie de la municipalité de Santa Catarina. Partie intégrante du parc national de Fogo, c'est l'une des principales destinations touristiques du Cap-Vert. On y accède par une seule route centrale, pavée de basalte, depuis São Filipe au sud, à 35 kilomètres, ou par la route du nord-est. Un sentier à fort dénivelé permet également de rejoindre la localité côtière de Mosteiros.
Sur la pouzzolane, les lapilli ou les contreforts rocheux de la bordeira, la végétation est clairsemée mais plusieurs plantes endémiques y poussent néanmoins, tout particulièrement Echium vulcanorum (lingua-de-vaca) que l'on ne trouve nulle part ailleurs, également Sarcostemma daltonii (gestiba), Verbascum cystolithicum (mato-branco), Lavandula rotundifolia (aipo) ou Euphorbia tuckeyana (tortolho).

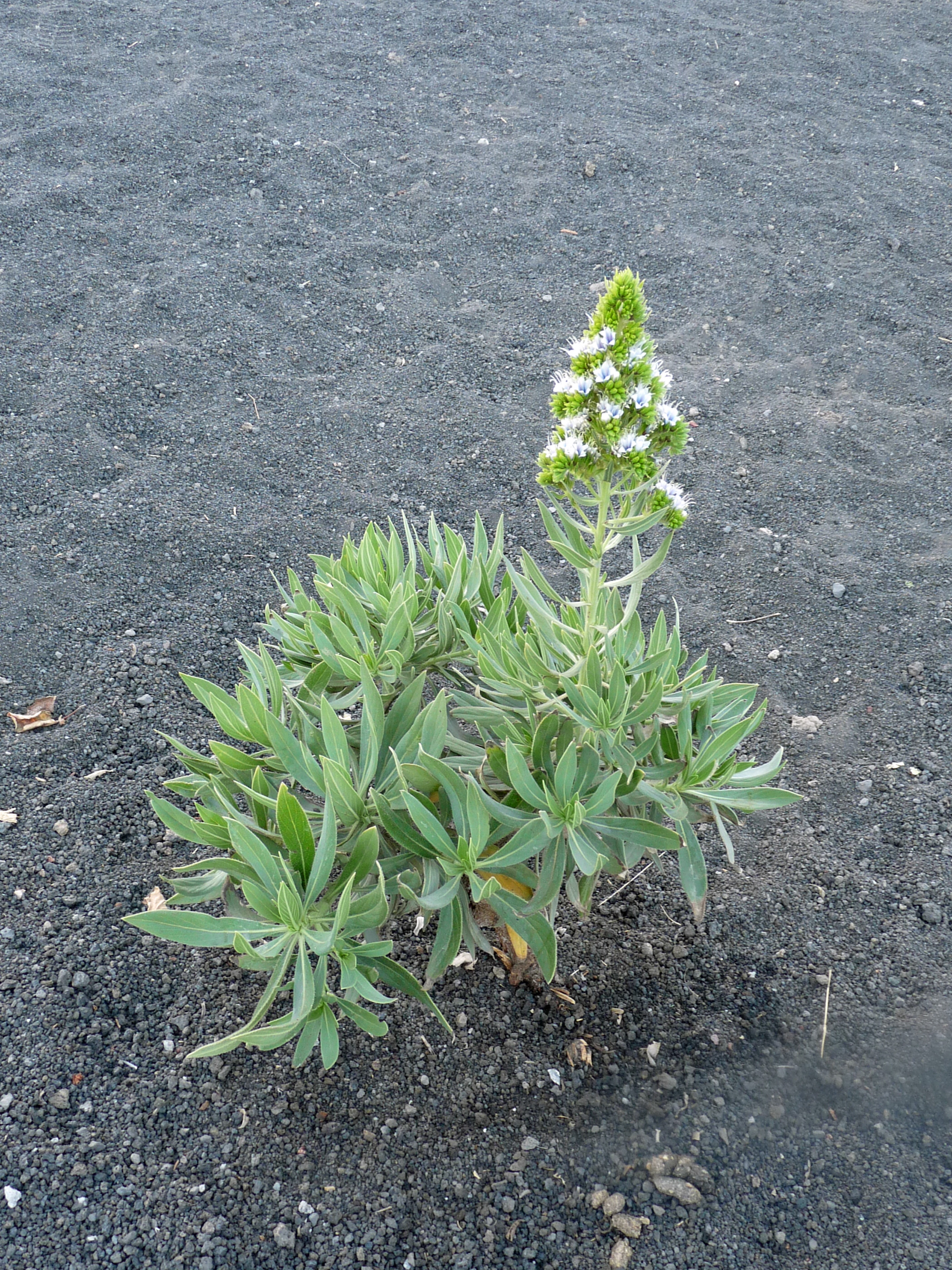
Echium vulcanorum
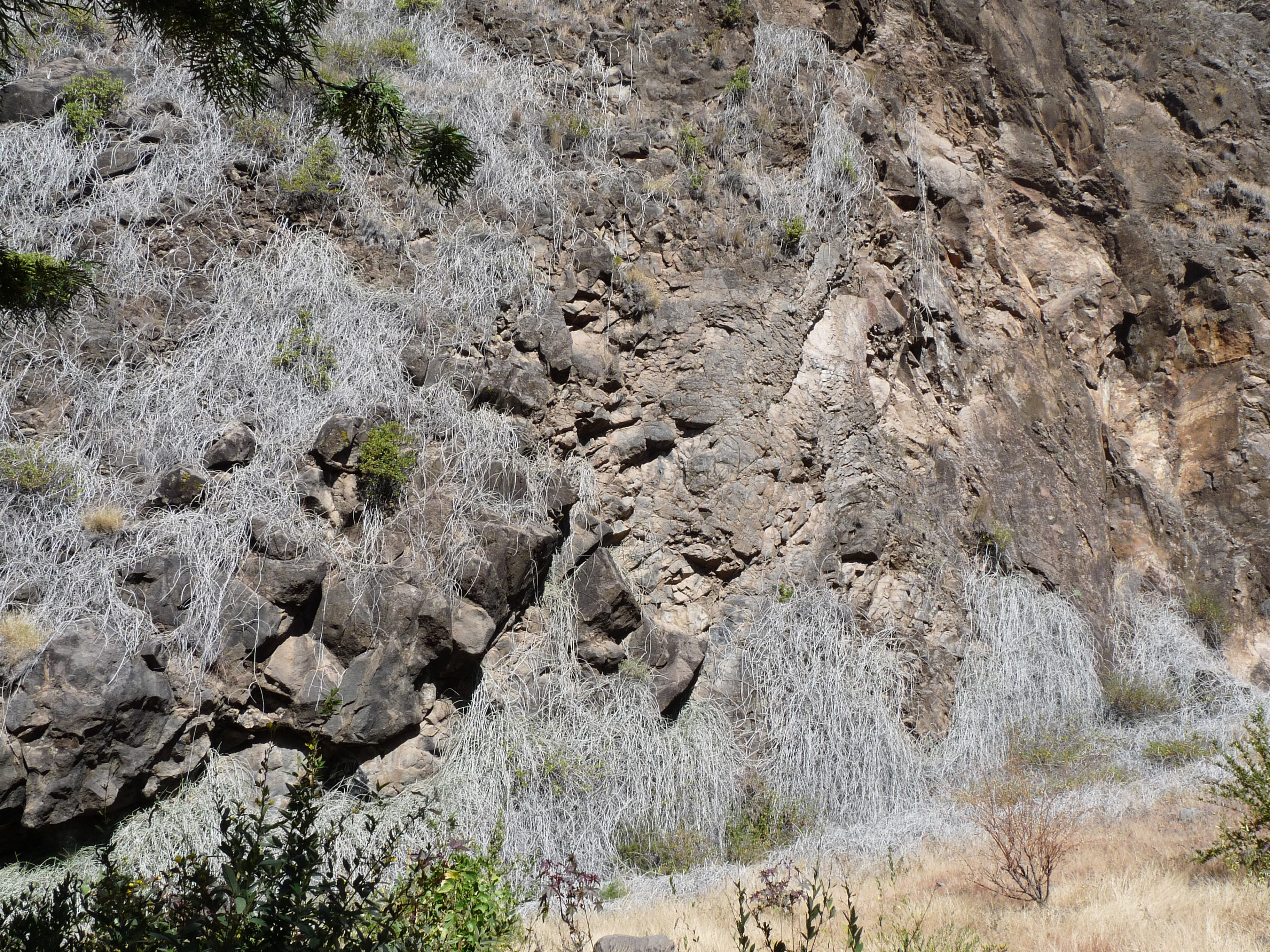
Sarcostemma daltonii
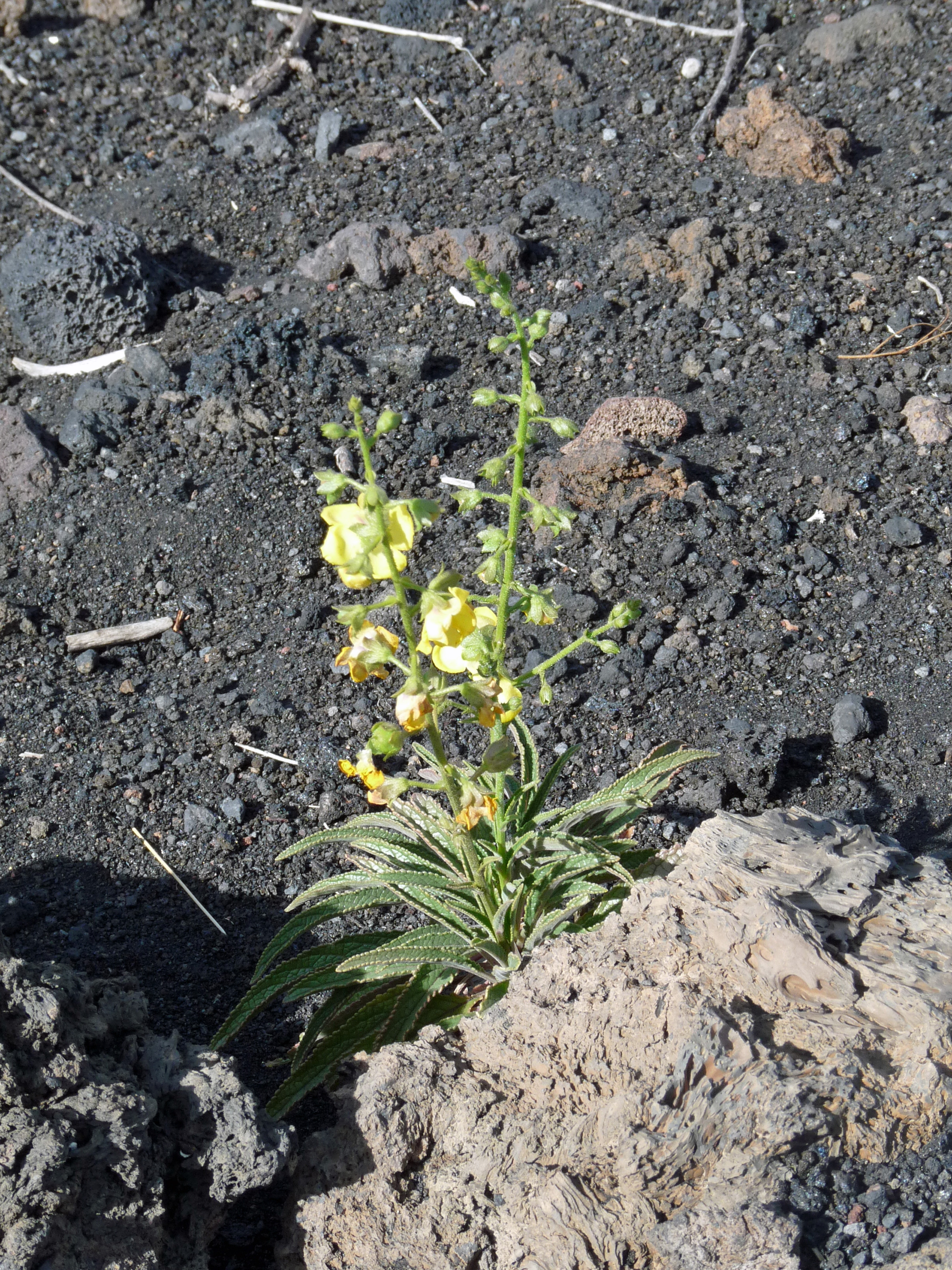
Verbascum cystolithicum
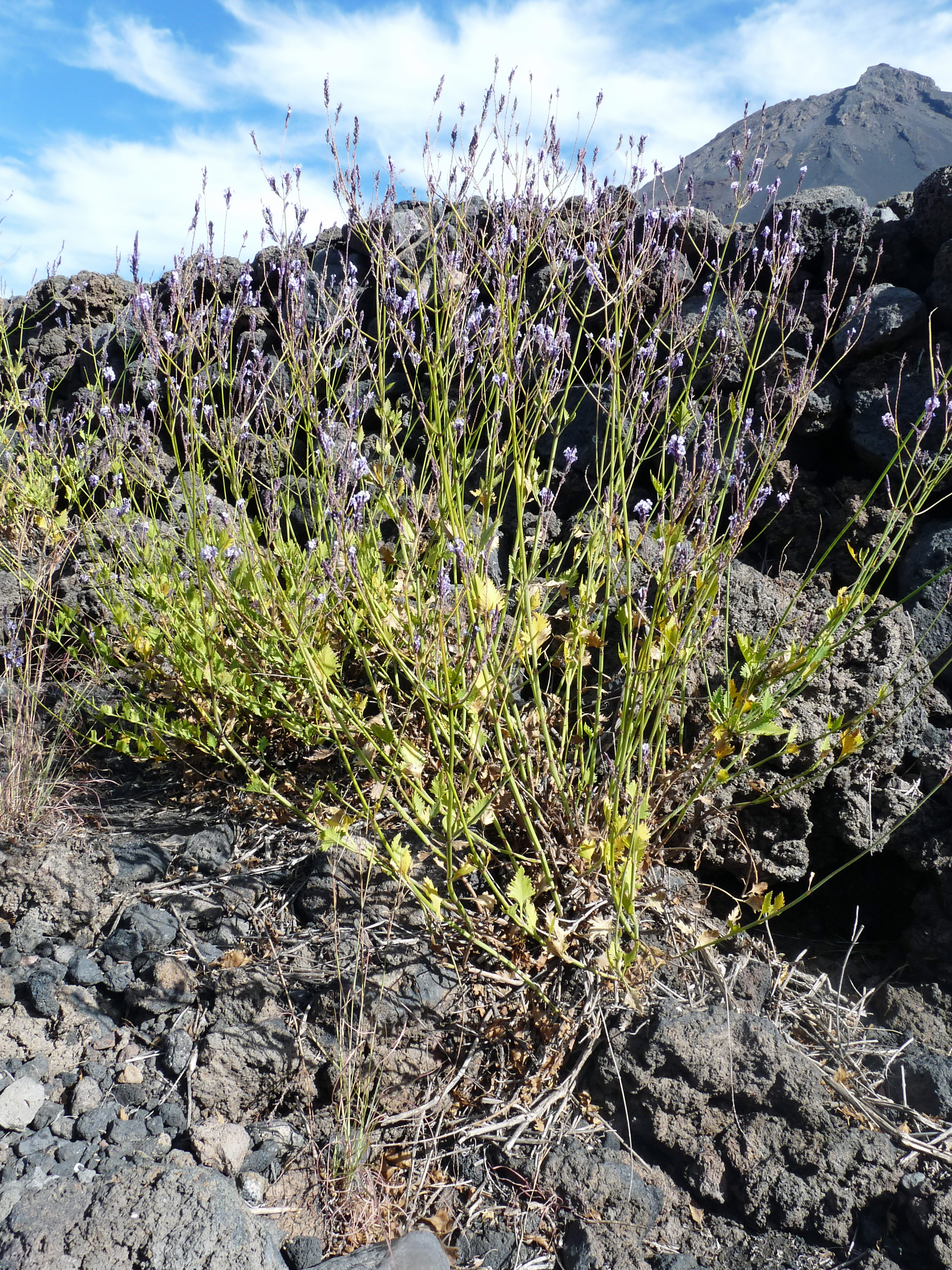
Lavandula rotundifolia
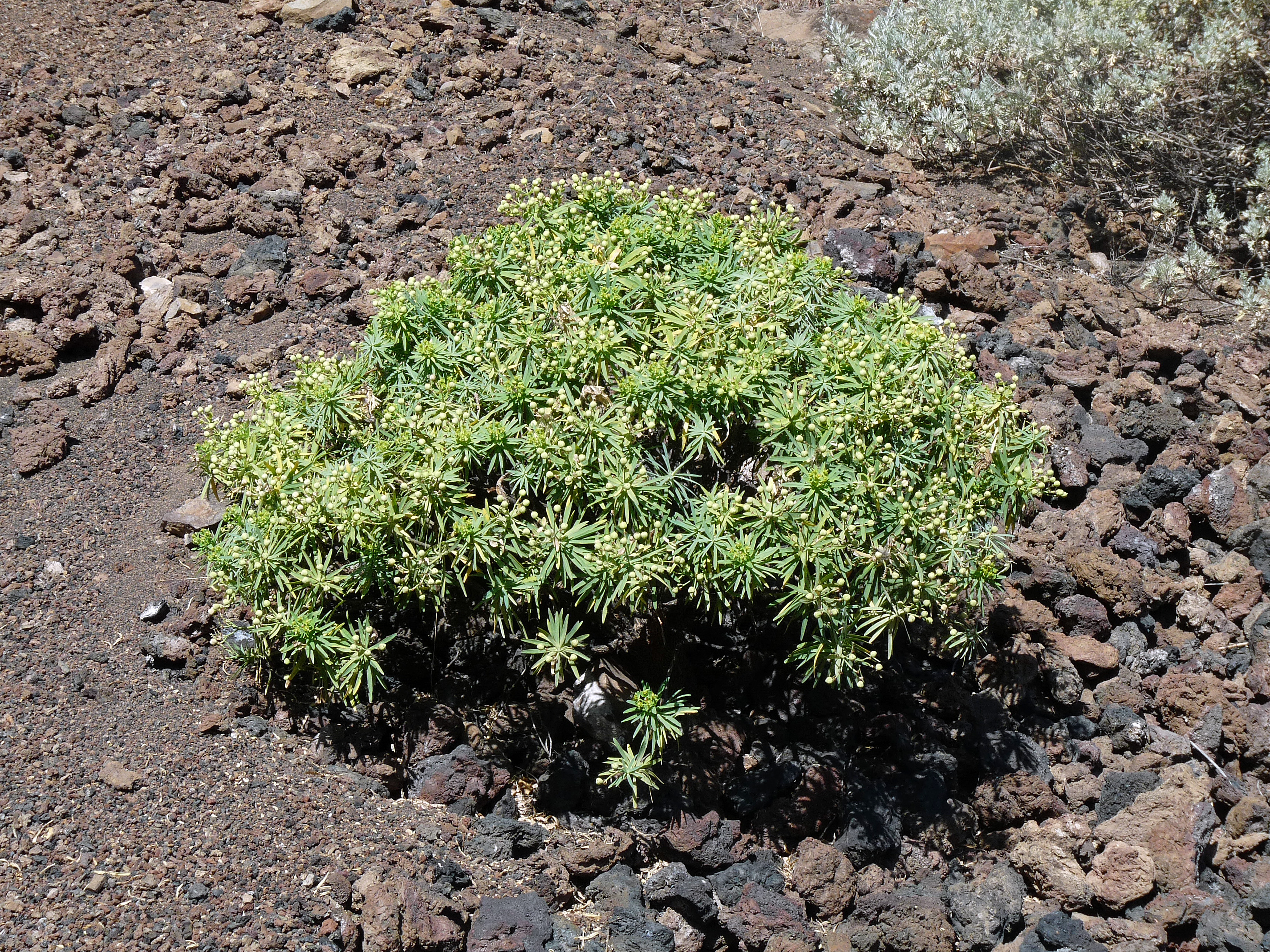
Euphorbia tuckeyana

## Histoire
L'éruption de 1995 a ouvert une fissure dans la caldeira, dans la lave de la précédente éruption de 1951, à proximité du village de Portela. La route a été coupée et les habitants ont été évacués pendant plusieurs mois.
Du 23 novembre 2014 au 8 février 2015, une éruption alimente une coulée de lave qui recouvre les hameaux de Portela, Bangaeira et Dje de Lorna,. Les villages et hameaux sont par la suite partiellement reconstruits et l'infrastructure hôtelière peut depuis l'automne 2017 accueillir à nouveau les touristes.

## Économie
Une communauté de 1 300 personnes y vivaient de manière permanente, dans plusieurs hameaux, dont les plus importants sont Portela et Bangaeira. Là où la terre n'est pas recouverte par la lave, les paysans cultivent des arbres fruitiers, des céréales et des vignes. Une coopérative viticole y produit un vin local, le manecon, qui n'est pas exporté.

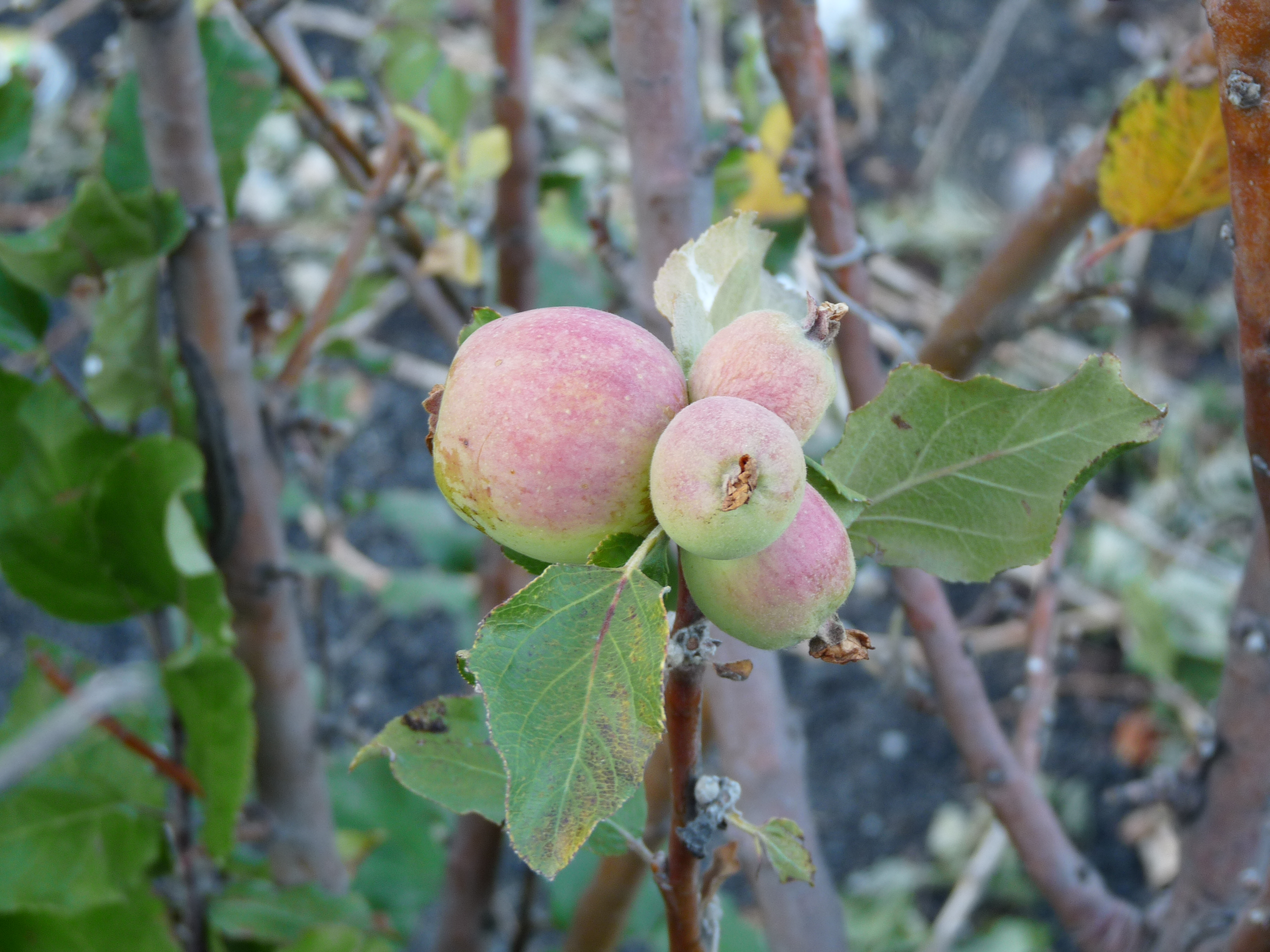
Pommier.
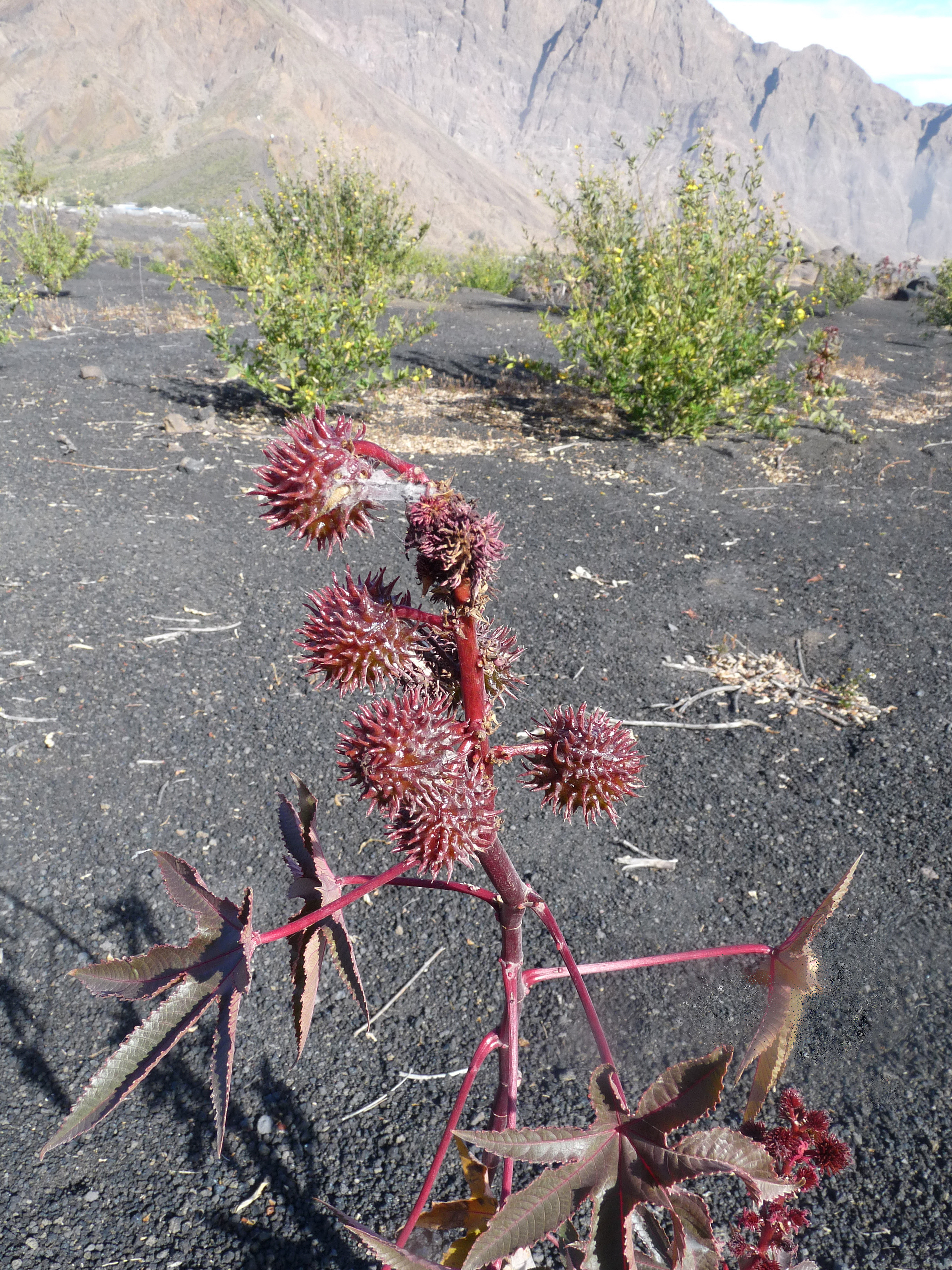
Ricin
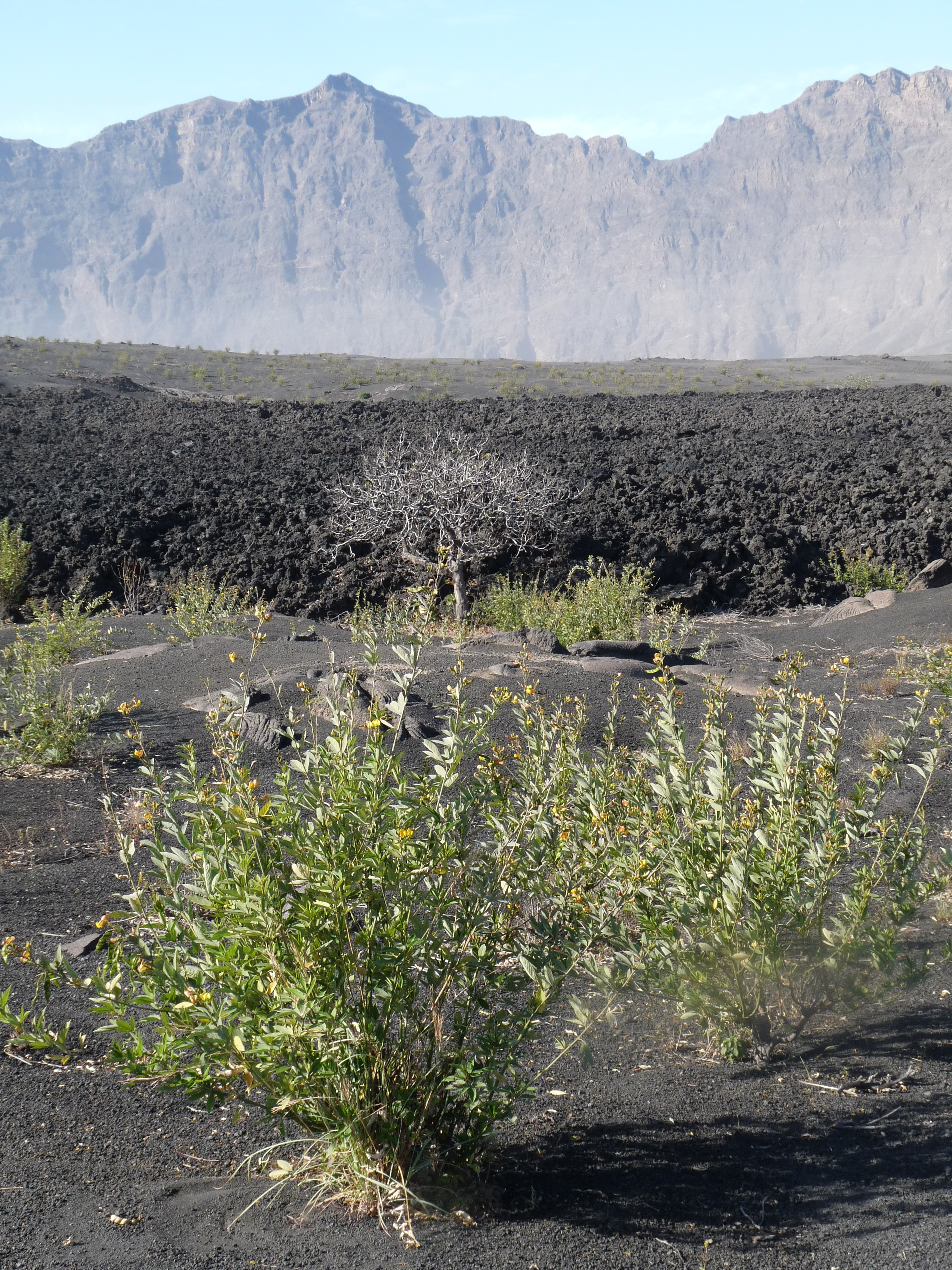
Pois d'Angole (Cajanus cajan)
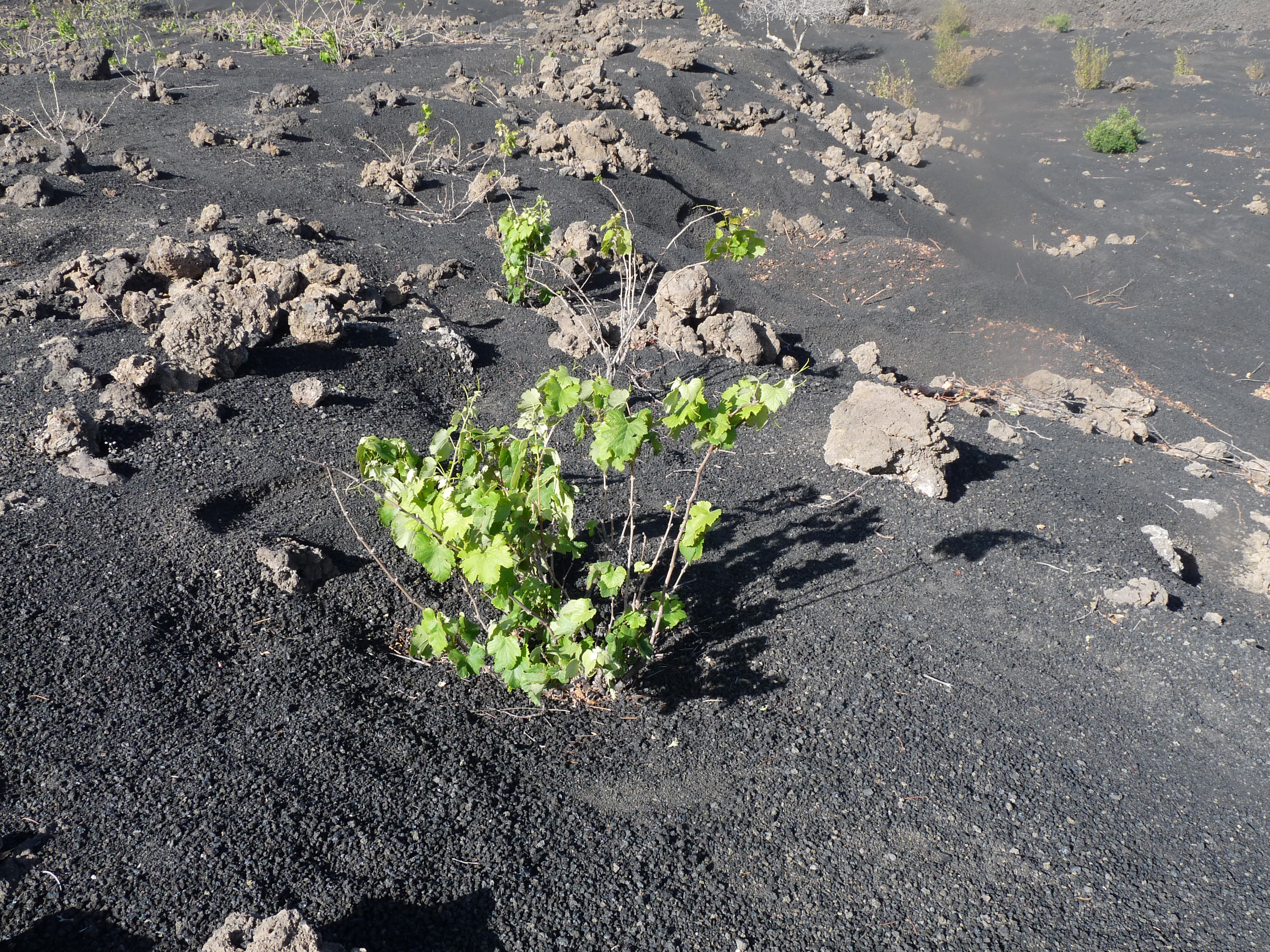
Vigne.

## Infrastructures
Une école accueillait 158 élèves en 2010. Le village de Portela possède deux églises, l'une catholique, l'autre adventiste.
En 2012 il n'y a pas d'électricité dans les hameaux de Bangaeira et Portela mais le raccordement est attendu pour 2016.

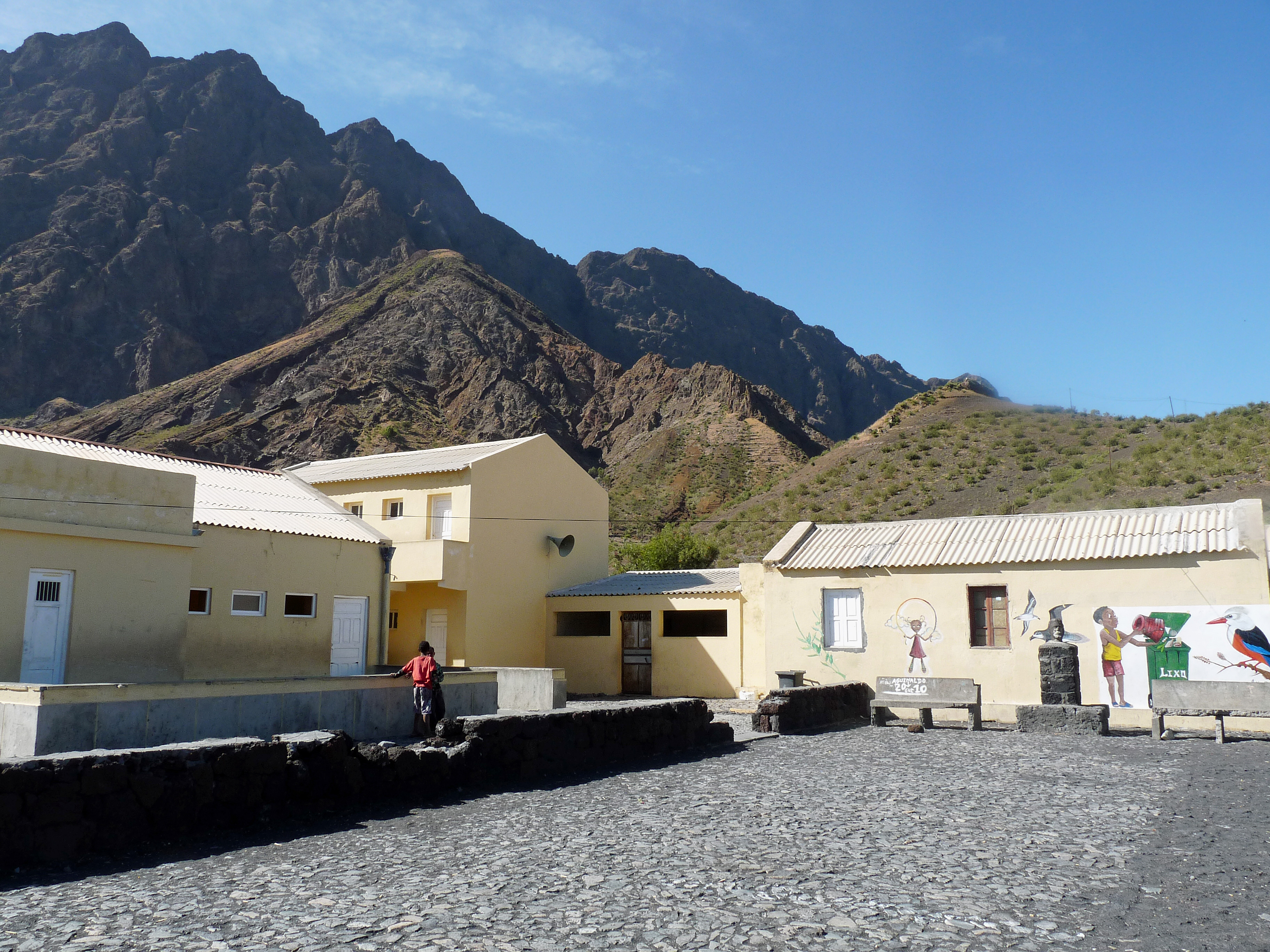
École primaire.
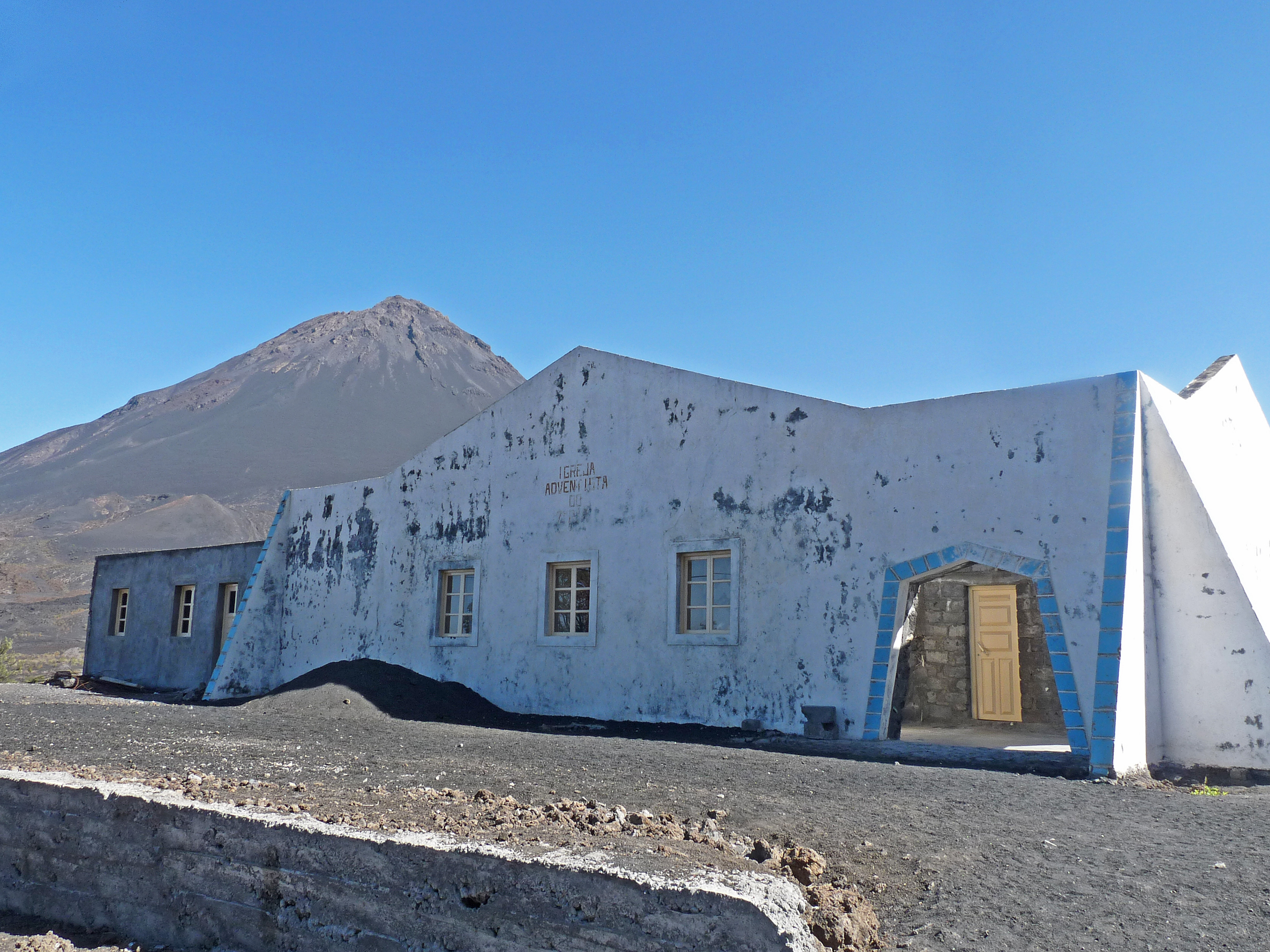
Église adventiste
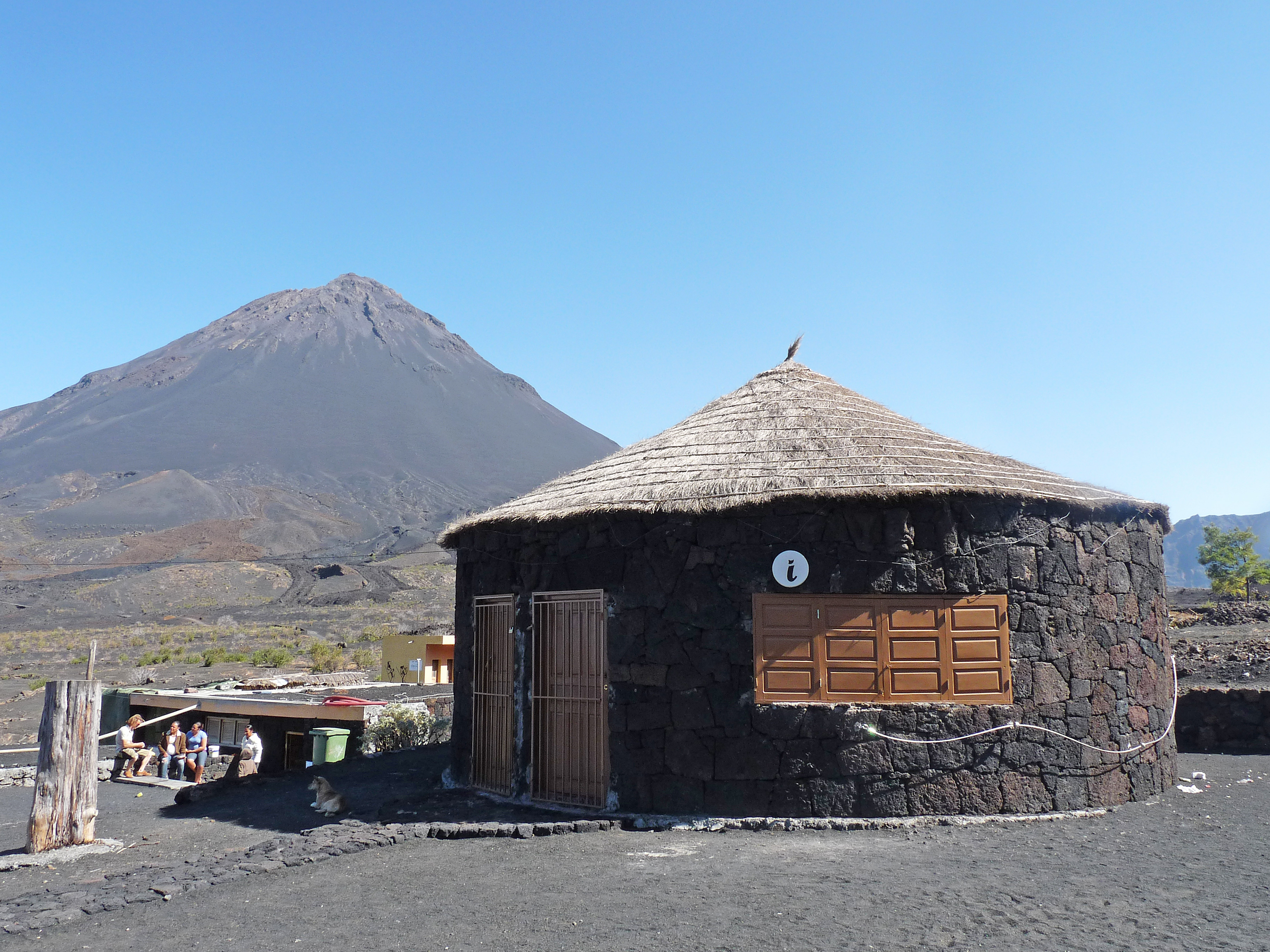
Office du tourisme dans un funco, maison traditionnelle.
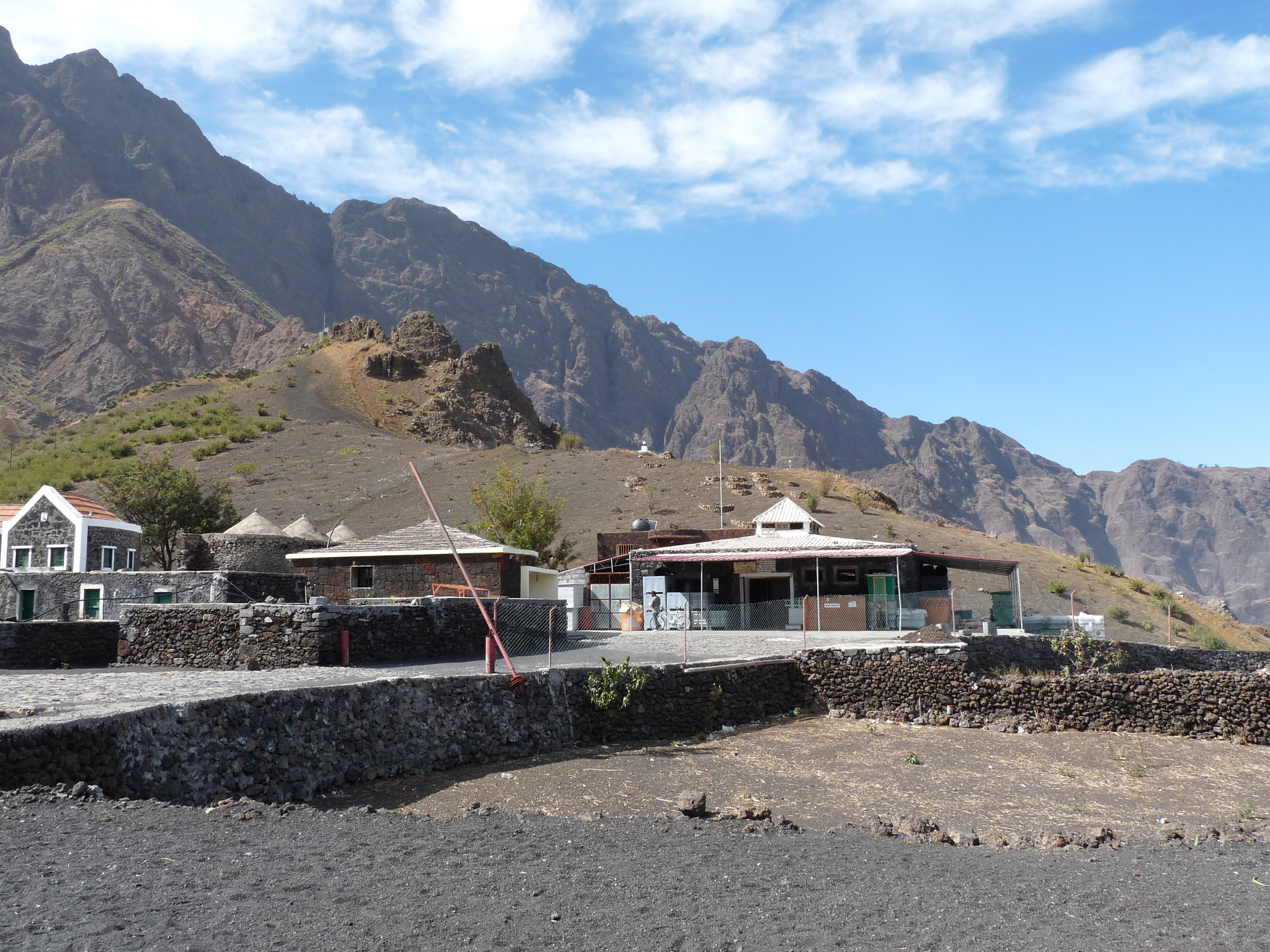
Coopérative viticole.